# Division de Mukah
La Division de Mukah (en malais, Bahagian Mukah) est une division administrative de l'État de Sarawak en Malaisie. Avec une superficie de 6 997,61 km2, elle est établie le 1er mars 2002.
Les 110 543 habitants de la Division sont principalement des Melanau, des Malais, des Iban et des Chinois.

## Districts
La Division de Mukah est elle-même divisée en cinq districts suivants :
| Nom                       | Surface   | Capitale |
| ------------------------- | --------- | -------- |
| District de Dalat         | 905 km2   | Dalat    |
| District de Daro          | 1 226 km2 | Daro     |
| District de Matu          | 1 600 km2 | Matu     |
| District de Mukah         | 2 536 km2 | Mukah    |
| District de Tanjung Manis | 731 km2   | Belawai  |

## Membres du parlement
| Parlement          | Membre              | Parti     |
| ------------------ | ------------------- | --------- |
| P206 Tanjong Manis | Yusuf Abd Wahab     | GPS (PBB) |
| P207 Igan          | Ahmad Johnie Zawawi | GPS (PBB) |
| P213 Mukah         | Hanifah Hajar Taib  | GPS (PBB) |

### Liens connexes
- Division de Malaisie orientale